# ATP Challenger Barletta
Das ATP Challenger Barletta (offizieller Name: Trofeo Selezione Casillo) war ein von 1997 bis 2012 jährlich stattfindendes Tennisturnier in Barletta. Es war Teil der ATP Challenger Tour und wurde im Freien auf Sandplatz ausgetragen. Rekordsieger sind Aljaž Bedene im Einzel (2011–2012) und Santiago Ventura im Doppel (2006, 2009–2010) mit zwei bzw. drei Titeln.

## Liste der Sieger

### Einzel
| Jahr | Sieger             | Finalgegner        | Ergebnis              |
| ---- | ------------------ | ------------------ | --------------------- |
| 2012 | Aljaž Bedene (2)   | Potito Starace     | 6:2, 6:0              |
| 2011 | Aljaž Bedene (1)   | Filippo Volandri   | 7:5, 6:3              |
| 2010 | Pere Riba          | Steve Darcis       | 6:3, aufgg.           |
| 2009 | Ivo Minář          | Santiago Ventura   | 6:4, 6:3              |
| 2008 | Michail Kukuschkin | Boris Pašanski     | 6:3, 6:4              |
| 2007 | Carlos Berlocq     | Werner Eschauer    | 3:6, 7:67, 2:0 aufgg. |
| 2006 | Jan Hájek          | Stefano Galvani    | 6:2, 6:1              |
| 2005 | Richard Gasquet    | Alessio di Mauro   | 6:3, 7:66             |
| 2004 | Nicolás Almagro    | Tomas Behrend      | 7:5, 6:2              |
| 2003 | Rafael Nadal       | Albert Portas      | 6:2, 7:62             |
| 2002 | Sergi Bruguera     | Renzo Furlan       | 3:6, 7:65, 7:65       |
| 2001 | Félix Mantilla     | Markus Hipfl       | 6:3, 1:0 aufgg.       |
| 2000 | Germán Puentes     | Tommy Robredo      | 6:4, 7:63             |
| 1999 | Jacobo Díaz        | Guillermo Cañas    | 6:76, 6:0, 6:3        |
| 1998 | Francisco Cabello  | Salvador Navarro   | 6:4, 6:4              |
| 1997 | Carlos Costa       | Davide Sanguinetti | 6:3, 6:2              |

### Doppel
| Jahr | Sieger                                     | Finalgegner                          | Ergebnis          |
| ---- | ------------------------------------------ | ------------------------------------ | ----------------- |
| 2012 | Johan Brunström Dick Norman                | Jonathan Marray Igor Zelenay         | 6:4, 7:5          |
| 2011 | Lukáš Rosol Igor Zelenay                   | Martin Fischer Andreas Haider-Maurer | 6:3, 6:2          |
| 2010 | David Marrero (2) Santiago Ventura (3)     | Ilija Bozoljac Daniele Bracciali     | 6:3, 6:3          |
| 2009 | Santiago Ventura (2) Rubén Ramírez Hidalgo | Pablo Cuevas Luis Horna              | 7:61, 6:2         |
| 2008 | Flavio Cipolla Marcel Granollers           | Oliver Marach Michal Mertiňák        | 6:3, 2:6, [11:9]  |
| 2007 | David Marrero (1) Albert Portas            | Alessandro Motti Simone Vagnozzi     | 6:4, 6:4          |
| 2006 | Santiago Ventura (1) Fernando Vicente (2)  | Flavio Cipolla Alessandro Motti      | 7:62, 4:6, [10:8] |
| 2005 | Tom Vanhoudt Kristof Vliegen               | Lukáš Dlouhý Juri Schtschukin        | 6:4, 5:7, 7:5     |
| 2004 | Marc López Fernando Vicente (1)            | Jaroslav Levinský David Škoch        | 7:66, 4:6, 6:4    |
| 2003 | Sebastián Prieto Sergio Roitman            | Massimo Bertolini Giorgio Galimberti | 6:3, 3:6, 6:3     |
| 2002 | Massimo Bertolini Cristian Brandi          | Renzo Furlan Uros Vico               | 4:6, 6:3, 7:64    |
| 2001 | Germán Puentes Jairo Velasco Jr.           | Tomas Behrend Michail Juschny        | 6:1, 1:0 aufgg.   |
| 2000 | Petr Kovačka Pavel Kudrnáč                 | Dinu Pescariu Vincenzo Santopadre    | 6:74, 6:2, 6:0    |
| 1999 | Guillermo Cañas Javier Sánchez             | Gastón Gaudio Hernán Gumy            | 4:6, 6:2, 6:2     |
| 1998 | Juan Balcells Juan Ignacio Carrasco        | Thomas Strengberger Dušan Vemić      | 7:64, 6:3         |
| 1997 | Nuno Marques Tom Vanhoudt                  | Alberto Martín Albert Portas         | 6:3, 6:4          |